# Triptyque des Monts et Châteaux 2018
La 23e édition du Triptyque des Monts et Châteaux a eu lieu du 31 mars au 2 avril 2018. Elle fait partie du calendrier UCI Europe Tour 2018 en catégorie 2.2.

## Présentation

### Parcours
La distance totale à parcourir est de 400,1 kilomètres.

### Équipes
| Équipe continentale professionnelle- Hagens Berman Axeon Équipes continentales (9)- ColoQuick - Development Team Sunweb - SEG Racing Academy - Leopard Pro Cycling - Tirol Cycling Team - Akros-Renfer - Wiggins - AGO-Aqua Service - T.Palm-Pôle Continental Wallon Équipes amateurs (2)- Baqué Ideus BH - EFC-L&R-Vulsteke Équipes régionales et de clubs (10)- Vendée U Pays de la Loire - Dunkerque Littoral Cyclisme - Lotto-Soudal U23 - Home Solution-Anmapa-Soenens - VL Technics-Experza-Abutriek - Urbano-Vulsteke Cycling Team - Gaverzicht-BE Okay - Baguet-MIBA Poorten-Indulek-Derito - Verandas Willems-Crabbé-CC Chevigny - United CT Sint-Truiden |
| |

## Étapes
Cette 23e édition comporte quatre étapes dont un contre-la-montre individuel.
| Étape      | Date    | Villes étapes                         | type                        | Distance (km) | Vainqueur d'étape | Leader du classement général |
| ---------- | ------- | ------------------------------------- | --------------------------- | ------------- | ----------------- | ---------------------------- |
| 1re étape  | 31 mars | Pecq – Flobecq                        | étape vallonnée             | 136,4         | Jasper Philipsen  | Jasper Philipsen             |
| 2e étape   | 1 avr.  | Tournai – Leuze-en-Hainaut            | étape de plaine             | 162,8         | Jasper Philipsen  | Jasper Philipsen             |
| 3e a étape | 2 avr.  | Frasnes-lez-Buissenal – Saint-Sauveur | contre-la-montre individuel | 9,6           | Stan Dewulf       | Jasper Philipsen             |
| 3e b étape | 2 avr.  | château de Moulbaix – Saint-Sauveur   | étape vallonnée             | 91,3          | Stan Dewulf       | Jasper Philipsen             |

## Déroulement de la course

### 1reétape
| \| Classement de l'étape \| Classement de l'étape \| Classement de l'étape \| Classement de l'étape \| Classement de l'étape \| \| Coureur \| Coureur \| Pays \| Équipe \| Temps \| \| --------------------- \| --------------------- \| --------------------- \| ---------------------------- \| --------------------- \| \| 1er \| Jasper Philipsen \| Belgique \| Hagens Berman Axeon \| 3 h 11 min 19 s \| \| 2e \| Nils Eekhoff \| Pays-Bas \| Development Team Sunweb \| + 0 s \| \| 3e \| Maikel Zijlaard \| Pays-Bas \| Hagens Berman Axeon \| + 0 s \| \| 4e \| Gabriel Cullaigh \| Royaume-Uni \| Team Wiggins \| + 0 s \| \| 5e \| Gerben Thijssen \| Belgique \| Lotto-Soudal U23 \| + 0 s \| \| 6e \| Julius Johansen \| Danemark \| ColoQuick \| + 0 s \| \| 7e \| Gil D'Heygere \| Belgique \| VL Technics-Experza-Abutriek \| + 0 s \| \| 8e \| Jérémy Frehen \| Belgique \| AGO-Aqua Service \| + 0 s \| \| 9e \| Florian Gamper \| Autriche \| Tirol Cycling Team \| + 0 s \| \| 10e \| Enzo Bernard \| France \| Vendée U Pays de la Loire \| + 0 s \| |                  |             |                              |                 |
| |                  |             |                              |                 |
| |                  |             |                              |                 |
| Classement de l'étape |                  |             |                              |                 |
| Coureur | Coureur          | Pays        | Équipe                       | Temps           |
| 1er | Jasper Philipsen | Belgique    | Hagens Berman Axeon          | 3 h 11 min 19 s |
| 2e | Nils Eekhoff     | Pays-Bas    | Development Team Sunweb      | + 0 s           |
| 3e | Maikel Zijlaard  | Pays-Bas    | Hagens Berman Axeon          | + 0 s           |
| 4e | Gabriel Cullaigh | Royaume-Uni | Team Wiggins                 | + 0 s           |
| 5e | Gerben Thijssen  | Belgique    | Lotto-Soudal U23             | + 0 s           |
| 6e | Julius Johansen  | Danemark    | ColoQuick                    | + 0 s           |
| 7e | Gil D'Heygere    | Belgique    | VL Technics-Experza-Abutriek | + 0 s           |
| 8e | Jérémy Frehen    | Belgique    | AGO-Aqua Service             | + 0 s           |
| 9e | Florian Gamper   | Autriche    | Tirol Cycling Team           | + 0 s           |
| 10e | Enzo Bernard     | France      | Vendée U Pays de la Loire    | + 0 s           |

| \| Classement général \| Classement général \| Classement général \| Classement général \| Classement général \| \| Coureur \| Coureur \| Pays \| Équipe \| Temps \| \| ------------------ \| ------------------ \| ------------------ \| ---------------------------- \| ------------------ \| \| 1er \| Jasper Philipsen \| Belgique \| Hagens Berman Axeon \| 3 h 11 min 09 s \| \| 2e \| Nils Eekhoff \| Pays-Bas \| Development Team Sunweb \| + 1 s \| \| 3e \| Marten Kooistra \| Pays-Bas \| SEG Racing Academy \| + 4 s \| \| 4e \| Maikel Zijlaard \| Pays-Bas \| Hagens Berman Axeon \| + 6 s \| \| 5e \| James Fouché \| Nouvelle-Zélande \| Team Wiggins \| + 6 s \| \| 6e \| Tom Wirtgen \| Luxembourg \| AGO-Aqua Service \| + 8 s \| \| 7e \| Gerben Thijssen \| Belgique \| Lotto-Soudal U23 \| + 9 s \| \| 8e \| Pierre Goebeert \| Belgique \| AGO-Aqua Service \| + 9 s \| \| 9e \| Jordi Van Dingenen \| Belgique \| Home Solution-Anmapa-Soenens \| + 9 s \| \| 10e \| Gabriel Cullaigh \| Royaume-Uni \| Team Wiggins \| + 10 s \| |                    |                  |                              |                 |
| |                    |                  |                              |                 |
| |                    |                  |                              |                 |
| Classement général |                    |                  |                              |                 |
| Coureur | Coureur            | Pays             | Équipe                       | Temps           |
| 1er | Jasper Philipsen   | Belgique         | Hagens Berman Axeon          | 3 h 11 min 09 s |
| 2e | Nils Eekhoff       | Pays-Bas         | Development Team Sunweb      | + 1 s           |
| 3e | Marten Kooistra    | Pays-Bas         | SEG Racing Academy           | + 4 s           |
| 4e | Maikel Zijlaard    | Pays-Bas         | Hagens Berman Axeon          | + 6 s           |
| 5e | James Fouché       | Nouvelle-Zélande | Team Wiggins                 | + 6 s           |
| 6e | Tom Wirtgen        | Luxembourg       | AGO-Aqua Service             | + 8 s           |
| 7e | Gerben Thijssen    | Belgique         | Lotto-Soudal U23             | + 9 s           |
| 8e | Pierre Goebeert    | Belgique         | AGO-Aqua Service             | + 9 s           |
| 9e | Jordi Van Dingenen | Belgique         | Home Solution-Anmapa-Soenens | + 9 s           |
| 10e | Gabriel Cullaigh   | Royaume-Uni      | Team Wiggins                 | + 10 s          |

### 2eétape
| \| Classement de l'étape \| Classement de l'étape \| Classement de l'étape \| Classement de l'étape \| Classement de l'étape \| \| Coureur \| Coureur \| Pays \| Équipe \| Temps \| \| --------------------- \| --------------------- \| --------------------- \| ---------------------------- \| --------------------- \| \| 1er \| Jasper Philipsen \| Belgique \| Hagens Berman Axeon \| 3 h 52 min 55 s \| \| 2e \| Gabriel Cullaigh \| Royaume-Uni \| Team Wiggins \| + 0 s \| \| 3e \| Gerben Thijssen \| Belgique \| Lotto-Soudal U23 \| + 0 s \| \| 4e \| Sasha Weemaes \| Belgique \| EFC-L&R-Vulsteke \| + 0 s \| \| 5e \| Ian Garrison \| États-Unis \| Hagens Berman Axeon \| + 0 s \| \| 6e \| Alexander Salby \| Danemark \| ColoQuick \| + 0 s \| \| 7e \| Nils Eekhoff \| Pays-Bas \| Development Team Sunweb \| + 0 s \| \| 8e \| Gil D'Heygere \| Belgique \| VL Technics-Experza-Abutriek \| + 0 s \| \| 9e \| Lionel Taminiaux \| Belgique \| AGO-Aqua Service \| + 0 s \| \| 10e \| Enzo Bernard \| France \| Vendée U Pays de la Loire \| + 0 s \| |                  |             |                              |                 |
| |                  |             |                              |                 |
| |                  |             |                              |                 |
| Classement de l'étape |                  |             |                              |                 |
| Coureur | Coureur          | Pays        | Équipe                       | Temps           |
| 1er | Jasper Philipsen | Belgique    | Hagens Berman Axeon          | 3 h 52 min 55 s |
| 2e | Gabriel Cullaigh | Royaume-Uni | Team Wiggins                 | + 0 s           |
| 3e | Gerben Thijssen  | Belgique    | Lotto-Soudal U23             | + 0 s           |
| 4e | Sasha Weemaes    | Belgique    | EFC-L&R-Vulsteke             | + 0 s           |
| 5e | Ian Garrison     | États-Unis  | Hagens Berman Axeon          | + 0 s           |
| 6e | Alexander Salby  | Danemark    | ColoQuick                    | + 0 s           |
| 7e | Nils Eekhoff     | Pays-Bas    | Development Team Sunweb      | + 0 s           |
| 8e | Gil D'Heygere    | Belgique    | VL Technics-Experza-Abutriek | + 0 s           |
| 9e | Lionel Taminiaux | Belgique    | AGO-Aqua Service             | + 0 s           |
| 10e | Enzo Bernard     | France      | Vendée U Pays de la Loire    | + 0 s           |

| \| Classement général \| Classement général \| Classement général \| Classement général \| Classement général \| \| Coureur \| Coureur \| Pays \| Équipe \| Temps \| \| ------------------ \| ------------------ \| ------------------ \| ----------------------- \| ------------------ \| \| 1er \| Jasper Philipsen \| Belgique \| Hagens Berman Axeon \| 7 h 03 min 52 s \| \| 2e \| Nils Eekhoff \| Pays-Bas \| Development Team Sunweb \| + 13 s \| \| 3e \| Gabriel Cullaigh \| Royaume-Uni \| Team Wiggins \| + 16 s \| \| 4e \| Marten Kooistra \| Pays-Bas \| SEG Racing Academy \| + 16 s \| \| 5e \| Gerben Thijssen \| Belgique \| Lotto-Soudal U23 \| + 17 s \| \| 6e \| Lionel Taminiaux \| Belgique \| AGO-Aqua Service \| + 17 s \| \| 7e \| Tom Wirtgen \| Luxembourg \| AGO-Aqua Service \| + 17 s \| \| 8e \| Maikel Zijlaard \| Pays-Bas \| Hagens Berman Axeon \| + 18 s \| \| 9e \| James Fouché \| Nouvelle-Zélande \| Team Wiggins \| + 18 s \| \| 10e \| Thimo Willems \| Belgique \| EFC-L&R-Vulsteke \| + 19 s \| |                  |                  |                         |                 |
| |                  |                  |                         |                 |
| |                  |                  |                         |                 |
| Classement général |                  |                  |                         |                 |
| Coureur | Coureur          | Pays             | Équipe                  | Temps           |
| 1er | Jasper Philipsen | Belgique         | Hagens Berman Axeon     | 7 h 03 min 52 s |
| 2e | Nils Eekhoff     | Pays-Bas         | Development Team Sunweb | + 13 s          |
| 3e | Gabriel Cullaigh | Royaume-Uni      | Team Wiggins            | + 16 s          |
| 4e | Marten Kooistra  | Pays-Bas         | SEG Racing Academy      | + 16 s          |
| 5e | Gerben Thijssen  | Belgique         | Lotto-Soudal U23        | + 17 s          |
| 6e | Lionel Taminiaux | Belgique         | AGO-Aqua Service        | + 17 s          |
| 7e | Tom Wirtgen      | Luxembourg       | AGO-Aqua Service        | + 17 s          |
| 8e | Maikel Zijlaard  | Pays-Bas         | Hagens Berman Axeon     | + 18 s          |
| 9e | James Fouché     | Nouvelle-Zélande | Team Wiggins            | + 18 s          |
| 10e | Thimo Willems    | Belgique         | EFC-L&R-Vulsteke        | + 19 s          |

### 3ea étape
La 3e étape secteur a est un contre-la-montre individuel qui se déroule entre Frasnes-lez-Anvaing et Saint-Sauveur.
| \| Classement de l'étape \| Classement de l'étape \| Classement de l'étape \| Classement de l'étape \| Classement de l'étape \| \| Coureur \| Coureur \| Pays \| Équipe \| Temps \| \| --------------------- \| --------------------- \| --------------------- \| ----------------------- \| --------------------- \| \| 1er \| Stan Dewulf \| Belgique \| Lotto-Soudal U23 \| 14 min 19 s \| \| 2e \| William Barta \| États-Unis \| Hagens Berman Axeon \| + 5 s \| \| 3e \| Ian Garrison \| États-Unis \| Hagens Berman Axeon \| + 6 s \| \| 4e \| Jasper Philipsen \| Belgique \| Hagens Berman Axeon \| + 8 s \| \| 5e \| Filip Maciejuk \| Pologne \| Leopard Pro Cycling \| + 9 s \| \| 6e \| Sasha Weemaes \| Belgique \| EFC-L&R-Vulsteke \| + 12 s \| \| 7e \| Tom Wirtgen \| Luxembourg \| AGO-Aqua Service \| + 14 s \| \| 8e \| Jarno Mobach \| Pays-Bas \| Development Team Sunweb \| + 22 s \| \| 9e \| Gabriel Cullaigh \| Royaume-Uni \| Team Wiggins \| + 23 s \| \| 10e \| Marc Hirschi \| Suisse \| Development Team Sunweb \| + 31 s \| |                  |             |                         |             |
| |                  |             |                         |             |
| |                  |             |                         |             |
| Classement de l'étape |                  |             |                         |             |
| Coureur | Coureur          | Pays        | Équipe                  | Temps       |
| 1er | Stan Dewulf      | Belgique    | Lotto-Soudal U23        | 14 min 19 s |
| 2e | William Barta    | États-Unis  | Hagens Berman Axeon     | + 5 s       |
| 3e | Ian Garrison     | États-Unis  | Hagens Berman Axeon     | + 6 s       |
| 4e | Jasper Philipsen | Belgique    | Hagens Berman Axeon     | + 8 s       |
| 5e | Filip Maciejuk   | Pologne     | Leopard Pro Cycling     | + 9 s       |
| 6e | Sasha Weemaes    | Belgique    | EFC-L&R-Vulsteke        | + 12 s      |
| 7e | Tom Wirtgen      | Luxembourg  | AGO-Aqua Service        | + 14 s      |
| 8e | Jarno Mobach     | Pays-Bas    | Development Team Sunweb | + 22 s      |
| 9e | Gabriel Cullaigh | Royaume-Uni | Team Wiggins            | + 23 s      |
| 10e | Marc Hirschi     | Suisse      | Development Team Sunweb | + 31 s      |

| \| Classement général \| Classement général \| Classement général \| Classement général \| Classement général \| \| Coureur \| Coureur \| Pays \| Équipe \| Temps \| \| ------------------ \| ------------------ \| ------------------ \| ----------------------- \| ------------------ \| \| 1er \| Jasper Philipsen \| Belgique \| Hagens Berman Axeon \| 7 h 18 min 19 s \| \| 2e \| Stan Dewulf \| Belgique \| Lotto-Soudal U23 \| + 13 s \| \| 3e \| William Barta \| États-Unis \| Hagens Berman Axeon \| + 19 s \| \| 4e \| Ian Garrison \| États-Unis \| Hagens Berman Axeon \| + 20 s \| \| 5e \| Tom Wirtgen \| Luxembourg \| AGO-Aqua Service \| + 23 s \| \| 6e \| Filip Maciejuk \| Pologne \| Leopard Pro Cycling \| + 23 s \| \| 7e \| Sasha Weemaes \| Belgique \| EFC-L&R-Vulsteke \| + 26 s \| \| 8e \| Gabriel Cullaigh \| Royaume-Uni \| Team Wiggins \| + 31 s \| \| 9e \| Jarno Mobach \| Pays-Bas \| Development Team Sunweb \| + 36 s \| \| 10e \| James Fouché \| Nouvelle-Zélande \| Team Wiggins \| + 42 s \| |                  |                  |                         |                 |
| |                  |                  |                         |                 |
| |                  |                  |                         |                 |
| Classement général |                  |                  |                         |                 |
| Coureur | Coureur          | Pays             | Équipe                  | Temps           |
| 1er | Jasper Philipsen | Belgique         | Hagens Berman Axeon     | 7 h 18 min 19 s |
| 2e | Stan Dewulf      | Belgique         | Lotto-Soudal U23        | + 13 s          |
| 3e | William Barta    | États-Unis       | Hagens Berman Axeon     | + 19 s          |
| 4e | Ian Garrison     | États-Unis       | Hagens Berman Axeon     | + 20 s          |
| 5e | Tom Wirtgen      | Luxembourg       | AGO-Aqua Service        | + 23 s          |
| 6e | Filip Maciejuk   | Pologne          | Leopard Pro Cycling     | + 23 s          |
| 7e | Sasha Weemaes    | Belgique         | EFC-L&R-Vulsteke        | + 26 s          |
| 8e | Gabriel Cullaigh | Royaume-Uni      | Team Wiggins            | + 31 s          |
| 9e | Jarno Mobach     | Pays-Bas         | Development Team Sunweb | + 36 s          |
| 10e | James Fouché     | Nouvelle-Zélande | Team Wiggins            | + 42 s          |

### 3eb étape
| \| Classement de l'étape \| Classement de l'étape \| Classement de l'étape \| Classement de l'étape \| Classement de l'étape \| \| Coureur \| Coureur \| Pays \| Équipe \| Temps \| \| --------------------- \| --------------------- \| --------------------- \| ---------------------------- \| --------------------- \| \| 1er \| Stan Dewulf \| Belgique \| Lotto-Soudal U23 \| 2 h 18 min 41 s \| \| 2e \| William Barta \| États-Unis \| Hagens Berman Axeon \| + 2 s \| \| 3e \| Jasper Philipsen \| Belgique \| Hagens Berman Axeon \| + 2 s \| \| 4e \| Ian Garrison \| États-Unis \| Hagens Berman Axeon \| + 5 s \| \| 5e \| Jonas Vingegaard \| Danemark \| ColoQuick \| + 8 s \| \| 6e \| Brent Van Moer \| Belgique \| Lotto-Soudal U23 \| + 8 s \| \| 7e \| Tom Wirtgen \| Luxembourg \| AGO-Aqua Service \| + 11 s \| \| 8e \| Tom Verhaegen \| Belgique \| United CT Sint-Truiden \| + 12 s \| \| 9e \| Gil D'Heygere \| Belgique \| VL Technics-Experza-Abutriek \| + 12 s \| \| 10e \| James Fouché \| Nouvelle-Zélande \| Team Wiggins \| + 12 s \| |                  |                  |                              |                 |
| |                  |                  |                              |                 |
| |                  |                  |                              |                 |
| Classement de l'étape |                  |                  |                              |                 |
| Coureur | Coureur          | Pays             | Équipe                       | Temps           |
| 1er | Stan Dewulf      | Belgique         | Lotto-Soudal U23             | 2 h 18 min 41 s |
| 2e | William Barta    | États-Unis       | Hagens Berman Axeon          | + 2 s           |
| 3e | Jasper Philipsen | Belgique         | Hagens Berman Axeon          | + 2 s           |
| 4e | Ian Garrison     | États-Unis       | Hagens Berman Axeon          | + 5 s           |
| 5e | Jonas Vingegaard | Danemark         | ColoQuick                    | + 8 s           |
| 6e | Brent Van Moer   | Belgique         | Lotto-Soudal U23             | + 8 s           |
| 7e | Tom Wirtgen      | Luxembourg       | AGO-Aqua Service             | + 11 s          |
| 8e | Tom Verhaegen    | Belgique         | United CT Sint-Truiden       | + 12 s          |
| 9e | Gil D'Heygere    | Belgique         | VL Technics-Experza-Abutriek | + 12 s          |
| 10e | James Fouché     | Nouvelle-Zélande | Team Wiggins                 | + 12 s          |

## Classements finals

### Classement général final
.
| \| Classement général \| Classement général \| Classement général \| Classement général \| Classement général \| \| Coureur \| Coureur \| Pays \| Équipe \| Temps \| \| ------------------ \| ------------------ \| ------------------ \| ------------------------- \| ------------------ \| \| 1er \| Jasper Philipsen \| Belgique \| Hagens Berman Axeon \| 9 h 37 min 00 s \| \| 2e \| Stan Dewulf \| Belgique \| Lotto-Soudal U23 \| + 7 s \| \| 3e \| William Barta \| États-Unis \| Hagens Berman Axeon \| + 17 s \| \| 4e \| Ian Garrison \| États-Unis \| Hagens Berman Axeon \| + 25 s \| \| 5e \| Tom Wirtgen \| Luxembourg \| AGO-Aqua Service \| + 34 s \| \| 6e \| Filip Maciejuk \| Pologne \| Leopard Pro Cycling \| + 38 s \| \| 7e \| James Fouché \| Nouvelle-Zélande \| Team Wiggins \| + 54 s \| \| 8e \| Jarno Mobach \| Pays-Bas \| Development Team Sunweb \| + 55 s \| \| 9e \| Jonas Vingegaard \| Danemark \| ColoQuick \| + 59 s \| \| 10e \| Mathieu Burgaudeau \| France \| Vendée U Pays de la Loire \| + 1 min 02 s \| |                    |                  |                           |                 |
| |                    |                  |                           |                 |
| Source : ProCyclingStats |                    |                  |                           |                 |
| Classement général |                    |                  |                           |                 |
| Coureur | Coureur            | Pays             | Équipe                    | Temps           |
| 1er | Jasper Philipsen   | Belgique         | Hagens Berman Axeon       | 9 h 37 min 00 s |
| 2e | Stan Dewulf        | Belgique         | Lotto-Soudal U23          | + 7 s           |
| 3e | William Barta      | États-Unis       | Hagens Berman Axeon       | + 17 s          |
| 4e | Ian Garrison       | États-Unis       | Hagens Berman Axeon       | + 25 s          |
| 5e | Tom Wirtgen        | Luxembourg       | AGO-Aqua Service          | + 34 s          |
| 6e | Filip Maciejuk     | Pologne          | Leopard Pro Cycling       | + 38 s          |
| 7e | James Fouché       | Nouvelle-Zélande | Team Wiggins              | + 54 s          |
| 8e | Jarno Mobach       | Pays-Bas         | Development Team Sunweb   | + 55 s          |
| 9e | Jonas Vingegaard   | Danemark         | ColoQuick                 | + 59 s          |
| 10e | Mathieu Burgaudeau | France           | Vendée U Pays de la Loire | + 1 min 02 s    |

### Classements annexes

#### Classement par points
| Classement par points | Classement par points | Classement par points | Classement par points   | Classement par points |
| Coureur               | Coureur               | Pays                  | Équipe                  | Points                |
| --------------------- | --------------------- | --------------------- | ----------------------- | --------------------- |
| 1er                   | Jasper Philipsen      | Belgique              | Hagens Berman Axeon     | 67 pts                |
| 2e                    | Stan Dewulf           | Belgique              | Lotto-Soudal U23        | 41 pts                |
| 3e                    | Ian Garrison          | États-Unis            | Hagens Berman Axeon     | 33 pts                |
| 4e                    | William Barta         | États-Unis            | Hagens Berman Axeon     | 32 pts                |
| 5e                    | Gabriel Cullaigh      | Royaume-Uni           | Team Wiggins            | 31 pts                |
| 6e                    | Nils Eekhoff          | Pays-Bas              | Development Team Sunweb | 27 pts                |
| 7e                    | Gerben Thijssen       | Belgique              | Lotto-Soudal U23        | 23 pts                |
| 8e                    | Tom Wirtgen           | Luxembourg            | AGO-Aqua Service        | 20 pts                |
| 9e                    | Sasha Weemaes         | Belgique              | EFC-L&R-Vulsteke        | 18 pts                |
| 10e                   | Lionel Taminiaux      | Belgique              | AGO-Aqua Service        | 18 pts                |

#### Classement par équipes
| Classement par équipes | Classement par équipes       | Classement par équipes | Classement par équipes |
| Équipe                 | Équipe                       | Pays                   | Temps                  |
| ---------------------- | ---------------------------- | ---------------------- | ---------------------- |
| 1re                    | Hagens Berman Axeon          | États-Unis             | 28 h 52 min 10 s       |
| 2e                     | Lotto-Soudal U23             | Belgique               | + 1 min 22 s           |
| 3e                     | Development Team Sunweb      | Allemagne              | + 2 min 17 s           |
| 4e                     | Wiggins                      | Royaume-Uni            | + 2 min 58 s           |
| 5e                     | EFC-L&R-Vulsteke             | Belgique               | + 3 min 01 s           |
| 6e                     | SEG Racing Academy           | Pays-Bas               | + 3 min 16 s           |
| 7e                     | Leopard                      | Luxembourg             | + 3 min 23 s           |
| 8e                     | AGO-Aqua Service             | Belgique               | + 3 min 57 s           |
| 9e                     | VL Technics-Experza-Abutriek | Belgique               | + 4 min 05 s           |
| 10e                    | United CT Sint-Truiden       | Belgique               | + 5 min 15 s           |